# ヴィクトル・メルジャーノフ
ヴィクトル・カールポヴィチ・メルジャーノフ（ロシア語: Ви́ктор Ка́рпович Мержа́нов ; 英語: Victor Karpovich Merzhanov, 1919年8月15日 タンボフ - 2012年12月20日）はロシアのピアニスト・音楽教師。ソ連邦時代から半世紀以上にわたって現役で演奏・教育活動に取り組むロシア・ピアノ楽派の最長老であった。

## 略歴
タンボフ音楽大学にてソロモン・スタリコフとアレクサンドル・ポルトラツキーに師事。1936年から1941年までモスクワ音楽院でサムイル・フェインベルクにピアノを、アレクサンドル・ゲディケにオルガンを師事し、優等で卒業する。
1945年、第3回ソ連全国ピアノ・コンクールにおいてスヴャトスラフ・リヒテルと首位を分け合ったことにより、国際的に認知されるに至る。1949年には、ショパン・コンクールに6位入賞。モスクワ音楽院の大理石の壁に、スクリャービンやラフマニノフの名と並んでメジャーノフの名が刻まれた。1946年にモスクワ・フィルハーモニー管弦楽団の独奏者に迎えられる。
1947年よりモスクワ音楽院の教授に就任し、ウラディーミル・ブーニンやオレグ・ヴォルコフ、イーゴリ・ギルファノフ、ユーリ・ディデンコ、ミハイル・オレーネフ、原田英代、ナッザレーノ・カルーシ、タチアナ・シェバノワ、ルスラン・スヴィリドフ、イリーナ・ホヴァンスカヤ、アンナ・ヤローヴァヤ、アナヒット・ネルセシャンらを輩出した。日本を訪れマスタークラスを開講したことがある。
60年間の公演活動において、ロシア、欧州、米国、中国などの国々で200回以上もの演奏会を行ない、また、ロリン・マゼールやクルト・ザンデルリング、キリル・コンドラシン、アレクサンドル・ガウク、ゲンナジー・ロジェストヴェンスキー、ユーリ・テミルカーノフ、エフゲニー・スヴェトラーノフらの著名な指揮者と共演してきた。
レパートリーは、バロック音楽やベートーヴェンといった古典から、プロコフィエフやショスタコーヴィチまで幅広い。
初期から同時代の音楽の擁護者であり、作曲者本人に選ばれて、プロコフィエフの《ピアノ・ソナタ第6番》の初演を果たした。今日では、モスクワ・チャイコフスキー音楽院ならびにタンボフ・ラフマニノフ音楽学校の教授を務めており、またモスクワ・チャイコフスキー・コンクールやワルシャワ・ショパン・コンクール、ブダペスト・リスト＝バルトーク・コンクールなど40以上もの国際的なコンクールで審査員を務めている。また、ラフマニノフ国際ピアノコンクールの創設者でもある。加えて、ラフマニノフ・ピアノ講習会の芸術監督と、（タンボフ近郊のイワノフカに位置する）ラフマニノフ博物館の幹部も務めている。
2012年12月20日、死去。93歳没。

### 音源
- VICTOR MERZHANOV - SCRIABIN Piano Sonata no. 5, op. 53 (1/2)
- MERZHANOV - MUSSORGSKY. Pictures at an Exhibition (06)（86歳のときの演奏）
- VICTOR MERZHANOV - CHOPIN. Piano Sonata no. 2, op. 35 (1/4)
- VICTOR MERZHANOV - SCHUBERT. Impromptu in A-flat, op. 90.